# أدريانا ليما
أدريانا فرانشيسكا ليما (12 يونيو 1981 -) عارضة أزياء برازيلية، اشتهرت كأحدى عارضات «فيكتورياز سيكرت» للملابس الداخلية النسائية منذ عام 2000 كما عملت لصالح شركة ميبي لين لمستحضرات التجميل من 2003 إلى 2009. في سن ال 15، حصلت ليما على المركز الأول في مسابقة فورد لعارضات الازياء البرازيلية واحتلت المركز الثاني في العام التالي في مسابقة فورد العالمية لعارضات الأزياء قبل التوقيع لوكالة إليت في مدينة نيويورك، وعينت سفيرة عالمية لمشجعين كرة القدم من قبل الفيفا 

## حياتها المهنية

### عارضة الازياء
لم تفكر ليما ابدا في أن تكون عارضة ازياء رغم فوزها بلقب ملكة جمال العديد من المدارس الابتدائية. ولكن بدأت القصة حينما كان لأدريانا صديقة في المدرسة تود الاشتراك بمسابقة ملكات الجمال وعارضات الازياء ولم تريد ان تدخل وحدها، فدخلت ليما معها. حينما تم إرسال طلب الالتحاق بالصور، طلبت راعية المسابقة من ليما الدخول في المنافسة. وبعد فترة وجيزة، وفي سن ال 15، حصلت على المركز الأول في مسابقة «عارضة أزياء فورد الأولى البرازيلية» للبحث عن العارضات. ودخلت بعد ذلك في عام 1996 مسابقة فورد «لأفضل العارضات في العالم»، وحصلت على المركز الثاني فيها. وبعد ثلاث سنوات، انتقلت إلى مدينة نيويورك، ووقعت مع إدارة نخبة العارضات. وأصبحت ليما عارضة مشهوره وبدات في التعرف على الكثير ودخلت مجال التمثيل، وظهرت في العديد من الطبعات الدولية لمجلة فوغ وماري كلير. وفي مشوارها، قالت انها قد وقفت على منصات لمصممين مثل فيرا وانغ، كريستيان لاكروا، امانويل انغارو، جورجيو أرماني، فندي، رالف لورين وفالنتينو، من بين آخرين.
وفى الفترة من عام 2003 استمرت ليما في بناء شهرتها والمحافظة عليها، كالقيام بالمزيد من الإعلانات المطبوعة لشركة ميبلين لمستحضرات التجميل، الذين عملت لأجلهم كعارضة رسمية باسم الشركة  حتى عام 2009، وهو العام نفسه الذي ظهرت فيه في التقويم السنوي المطبوع الخاص بالشركة، كطبعة محدودة إلى جانب العارضات كيمب مول، جيسيكا وايت، جوليا ستنغر، وآنا وانغ. أيضاً، عملت ليما لعلامات تجارية مشهوره مثل بي بي، موسيمو، أرماني، بولغاري، دي بيرز، اف سي يو كيه، انتيميسيمي، كيدس، سواتش، فيرساتشي، ووبكبغ. كما أنها ظهرت على أغلفة العديد من مجلات أزياء أخرى مثل هاربرز بازار، ايل، جي كيو، ارينا، وكوزموبلويتان. في أبريل 2006 'حصلة مجلة جي كيو الرجالية على أعلى مبيعات سنوية ، للعدد الذي كانت ليما على غلافه. كما أنها ظهرت في عام 2005 في روزنامة بيريلي الحائطية، وأصبحت العارضة الرسمية لشركة الاتصالات الخلوية الإيطالية «تيليكوم ايتالي موبايل»، وهي الخطوة التي حصلت فيها على لقب «كاثرين زيتا جونز الإيطالية».
في شباط / فبراير 2008، ظهرت ليما في مجلة الاسكواير، في مشروع إعادة إنشاء عدد كلاسيكي من العام 1966 الذي كانت النجمة انجي ديكنسون على غلافه، وذلك في مناسبة الذكرى السنوية الخامسة والسبعين للمجلة، إلى جانب عارضات فيكتورياز سيكرت اليساندرا أمبروسيو، كارولينا كوركوفا، إيزابيل جولارت، وسليتاإيبانكس. في مجلة فانيتي فير، احتفلت مع زميلاتها عراضات فيكتورياز سيكرت ب«عشرين عام بعرض الأزياء» بظهورها في عرض الاحذية والماس والقفازات في عدد تشرين الثاني / نوفمبر 2007. وفي شباط / فبراير 2008، تم اختيارها لتكون وجه سلسلة متاجر ليفربول في فرعها بالمكسيك. وبدأت الشراكة مع مؤتمر صحافي، لعارضات الازياء وحملة الصيف. وعادت ليما إلى مدرج آخر صيحات الموضة في عام 2009 بعرض لجيفنشي. وفي نفس العام، بعد زيارتها إلى تركيا، وقعت عقدا مع دوريتوز لتظهر في الاعلانات مطبوعة وفي الحملات الاعلانية التي بدأ بثها في تركيا في نيسان / أبريل. إنها هي أيضا واحدة من وجوه جيفنشي لخريف / شتاء 2009 الموسم، إلى جانب ماريا كلارا بوسكونو، وايريس سترغبر.
وفي عام 2006، حصلت ليما على المرتبة الخامسة في أعلى اجرا في اجور العارضات. وفي عامي 2007 و2008، حصلت على المرتبة الرابعة لأعلى أجرا عارضة من مجلة فوربس.

### فيكتوريا سيكرت
تعتبر ليما أفضل عارضة عرفت بعملها مع فيكتوريا سيكرت وكان أول عرض أزياء للشركة جاء في عام 1999، ومنذ ذلك الحين، وجرى التعاقد معها بمثابة عارضة رسمية في عام 2000. ظهرت على عروض لاحقة منذ ذلك الحين، افتتاح المعرض في عام 2003، 2007، و2008، التي قالت انها اغلقت أيضا في الجزء الافتتاحي. وقد بدات على العديد من الاعلانات التلفزيونية للعلامة التجارية، بما في ذلك  «إنجيل في البندقية» والعلامة التجاري لعام 2003 مع بوب ديلان ولها منفردا فيكتوريا السرية للسوبر السلطانية والأربعون، واحده أكثر من المشاهدة الإعلانية اللعبة، التي شاهدها 103.7 مليون مشاهد. 2008 واصلت ليما مع استضافة ما هو مثير؟ برنامج للبريد! شبكة الترفيه وجولة تموز / يوليه لBioFit الارتقاء البرازيلي الإطلاق، مع توقف في لونغ آيلاند، بوسطن، وميامي بيتش. وكما أنها كانت واردة في نوفمبر تشرين الثاني استئناف المعجزة البرازيلي. وتتصدر العام قبالة ليما ترتدي «خيال البرازيلي» لفيكتوريا 2008 'sسر عرض الأزياء. وفي عام 2009، ليما أطلقت الشركة الجديدة ماكياج خط «المسيحية سيرياك لص التركيب.»

### التمثيل
حصلت ليما على الدور الأول وكانت تمثل فيه دور الزوجة، جنبا إلى جنب مع ميكي رورك وفورست ويتيكر، في واتبع (2001)، وهو فيلم قصير في بي ام دبليو ' سلسلة واستئجار الطائرات، بطولة كلايف اوين. انها كما يبدو مع زميلتها من إنجيل في بقعة الضيف اللعب نفسها في سلسلة كيف قابلت أمك في نوفمبر 2007.
وفي عام 2008، ظهرت ليما على المسلسل التلفزيوني الأمريكي بيتي القبيحة، حيث أنها لعبت بنفسها وصداقات مع سلسلة 'عنوان الطابع، الذي تقوم به أميركا فيريرا. وفقا لدعايتها، ليزا أندرسون، «أدريانا دائما مروحة ضخمة من بيتي القبيحة وتشعر بسعادة بالغة لإتاحة الفرصة لإجراء ضيف نجمة المظهر.» 

### استقابل
منذ صعودها إلى الشهرة، وليما كثيرا ما يستشهد بها في وسائل الإعلام الشعبية باعتبارها واحدة من نساء العالم جاذبية. وأصبحت مدرجة في مجلة فوربس لعام 2005 'طبعة من مشاهير العالم أجرا تحت 25  أيضا، أنها في المرتبة No.99th فوربس في عام 2006 'طبعة والمشاهير 100 (فوربس' أكثر المشاهير أجرا ونفوذا في العالم)  وتم اختيارها لتكون جزءا من مجلة بيبول 100 شخص أجمل قائمة دول العالم، وتقاسم هذه المساحة مع إنجيل، ومنهم انها تلقت أيضا على نجمة هوليوود «ممشى المشاهير» قبل فيكتوريا لعام 2007 سر عرض الأزياء. وفي تلك السنة نفسها، حصلت على المرتبة 7th فهم|فهم ليالي قائمة «أفضل 100 المرأة جاذبية عام 2007» وحصلت على جائزة باسم «أحر فتاة على كوكب الأرض» في أول سبايك الرجال التلفزيون اختيار جوائز، رغم أن هذه الفئة لم يرد ذكرها في البث الفعلي.  كما تم اختياره على  مكسيم «هوت 100» 2007 في بقعة # 53. انها صوتت # 1 على النحو المرغوب فيه أكثر امرأة في عام 2005 من قبل الزوار من الرجال على الإنترنت أسلوب حياة، عاى موقع Askmen.com (4th قالت انها وضعت في 2006 و2007، 10th وفي عام 2008، و19th في عام 2009).  وظهرت أيضا في عام 2009 في كتاب غينيس للارقام القياسية العالمية باعتبارها اصغر عارضة فوربس 'قائمة المشاهير 100. [بحاجة لمصدر] واعتبارا من شهر نوفمبر 2008، Models.com المميز لها في No.1 على لائحة المجموعات جاذبية في اليوم. .  وفي عام 2009، كانت في السادسة وقالت انها صوتت «[فهم جاذبية المرأة في العالم» 

## الصورة العامة

### حياتها الشخصية

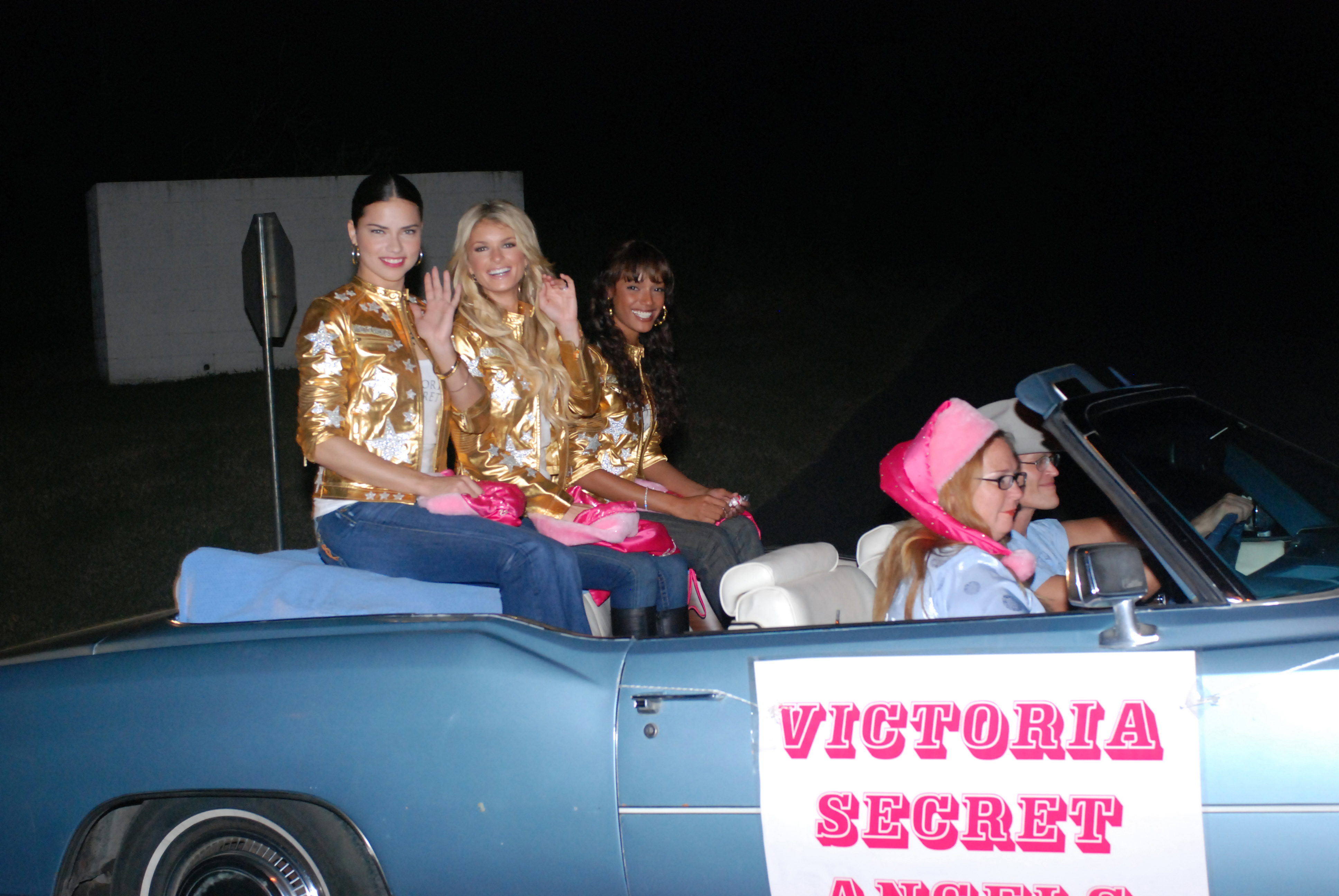
فيكتوريا السرية الملائكة ادريانا ليما (يسار)، ماريسا ميلر وSelita إيبانكس الركوب في خليج جوانتانامو موكب عيد الميلاد 1 ديسمبر 2007

وهى من اصل برتغالي ، وتتحدث الإنكليزية والفرنسية، وقليلا من الإيطالية.
وكانت خجولة نحو الفتيان عندما كانت شابة، ولم تريد الحصول على القبلة الأولى حتى أصبح عمرها 17 عاما. وبعد ذلك، ذهب أحد الشباب مباشرة إلى ولدتها لسؤالها إذا كان بإمكانه الزواج منها أو لا. وكانتالكاثوليكي وهى من النوع الورع الذي يحضر الكنيسة كل يوم أحد. وفي نيسان / أبريل 2006، واردفت قائلة للمجلة انها كانت عذراء. "الجنس هو بعد الزواج، "شرحت. واضاف "انهم [الرجال] ان لابد ان يحترمو اختيارى. إذا لم يكن هناك احترام، وهذا يعني أنهم لا يريدون لي. عندما كانت شابة، درست لتصبح راهبة. وان لها جذور دينية، فهي معروفة بقراءة الكتاب المقدس وراء الكواليس.
قالت انها كانت على علاقة عاطفية بالموسيقار / المغني ليني كرافيتز،  الأمير Wenzeslaus في ليختنشتاين،  وديني من Timbalada. ثم في عام 2008 بدأت بمواعدة الرياضي صاحب الميدالية الأولمبية الذهبية سكياس -SIK- وبعد سنة انفصلا لأسباب لم يصرحا عنها. وفي عام 2009 تزوجت من صربياوهو لاعب كرة السلة وسجل ماركو جاريك، وتزوجا في حفل مدني خاص في جاكسون هول بولاية وايومنغ يوم عيد الحب.  وقرار الزوجان ان يكون عقد القرأن في السلفادور في حزيران / يونيو 2009، ولكن قرر الزوجان أن يكون في كل من مسقط رأسهم، وكلاهما من المقرر أن تجرى في نهاية عام 2009.
ويوقع ان يرزقا بطفلهما الأو في خريف / شتاء 2009. ومندوب لمجلة بيبول: «أدريانا وماركو مسرورون جدا أنهم ينتظران مولودهما الأول معا ونحن متحمسون لتبادل الأخبار السعيدة، وبدء حياتهم العائلية معا.»  وقد أقامت مؤخرا بطلب للحصول على صربيا الجنسية من أجل تعزيز صورة إيجابية عن صربيا في الخارج.

### الكرم
وهى تحبالاعمال الخيرية وتساعد الايتام، «Caminhos دا لوز» (طرق لايت)، وتقع في مسقط رأسها. وإنها تساعد في عملية البناء لتوسيع دور الأيتام، واشترى ملابس للأطفال الفقراء في  سلفادور باهيا. ظهرت على فار mısın؟ يوك موسون؟، النسخة التركية لصفقة أو لا صفقة، حيث جائزتها الاموال ذهبت إلى مستشفى في إسطنبول لوكيميا الأطفال القتال.

## وصلات خارجية
- ادريانا ليما في الموقع الرسمي
- أدريانا ليما على موقع IMDb (الإنجليزية)
- أدريانا ليما على موقع ميتاكريتيك (الإنجليزية)
- أدريانا ليما على موقع روتن توميتوز (الإنجليزية)
- أدريانا ليما على موقع ألو سيني (الفرنسية)
- أدريانا ليما على موقع أول موفي (الإنجليزية)
- أدريانا ليما على موقع إن إن دي بي (الإنجليزية)
- أدريانا ليما على موقع قاعدة بيانات الفيلم (الإنجليزية)
- أدريانا ليما على موقع كينوبويسك (الروسية)
- أدريانا ليما على موقع دليل عارضات الأزياء (الإنجليزية)